# SCR J0740-4257
SCR J0740-4257 is een rode dwerg met een spectraalklasse van M4.5. De ster bevindt zich 26,03 lichtjaar van de zon.